# Chapter One (Ella Henderson)
Chapter One è il primo album in studio della cantante britannica Ella Henderson, pubblicato il 10 ottobre 2014 dalla Syco.

## Tracce
1. Ghost – 3:36
2. Empire – 3:49
3. Glow – 3:48
4. Yours – 2:48
5. Mirror Man – 3:42
6. Hard Work – 4:32
7. Pieces – 3:43
8. The First Time – 3:47
9. All Again – 4:11
10. Give Your Heart Away – 3:31
11. Rockets – 3:41
12. Lay Down – 4:18
13. Missed – 3:14

## Classifiche
| Classifica (2014) | Posizione massima |
| ----------------- | ----------------- |
| Regno Unito       | 1                 |
| Stati Uniti       | 11                |